# Peter Porsch
Peter Porsch (Bécs, 1944. október 15. –) német politikus. Ausztriában nőtt fel. 1962 és 1968 között Bécsben tanult germanisztikát és anglisztikát, majd 1968-tól Berlinben folytatta germanisztikai tanulmányait, ahol politikatudományt is hallgatott. 1973-ban költözött az NDK-ba. 1982-ben lett az SED tagja.